# Alberto Sauret
Alberto Sauret (Victoria, Entre Ríos, 20 de diciembre de 1948 - Ib., 26 de febrero de 2008) fue un profesor argentino de filosofía y de cine, con trayectoria en México y en Argentina. Fue un hombre polifacético: escritor, guionista, músico y creador (con otras personas) del carnaval victoriense.

## Biografía
Hijo de  Alberto Susano Sauret y Aurora Botteri de Sauret, Alberto Sauret fue licenciado en Comunicación Humana por la Universidad del Salvador en Buenos Aires, Argentina, y doctor en Filosofía por la Universidad Iberoamericana de la Ciudad de México. Entre 1988 y 2005 fue profesor de tiempo completo en el Departamento Académico de Estudios Generales del Instituto Tecnológico Autónomo de México (ITAM), donde impartió las materias de Ideas e Instituciones Políticas y Sociales, Problemas de la Civilización Contemporánea y Cine. Asimismo, fue jefe de redacción de la revista del Departamento: Estudios filosofía/ historia/ letras.
De regreso a Argentina, fue profesor en la Universidad de Concepción del Uruguay (UCU), ubicada en la ciudad del mismo nombre, en la costa del río Uruguay, en la Provincia de Entre Ríos. La biblioteca del plantel del Centro Regional Rosario (CRR) lleva su nombre porque en diciembre de 2011 su madre donó el acervo bibliográfico que Sauret reunió durante su vida.
Alberto Sauret fue un gran divulgador. Además de ser estudioso del cine, sus textos, investigaciones y ensayos giraron en torno a cuatro especialidades:
- El análisis de los medios de comunicación masiva y la posmodernidad
- El pensamiento religioso y la laicidad
- Análisis y crítica literaria, en especial de autores como Jorge Luis Borges, Italo Calvino, Carlos Fuentes, Franz Kafka, Lezama Lima, Alfonso Reyes, Pedro Salinas y Paul Valery.
- Sociología y filosofía contemporáneas

Fue autor de innumerables artículos y ensayos y de dos libros: Permanencia del mito y Textos atorrantes (irrespetuosos), antología de sus artículos publicados en la revista Opción del ITAM ambos de Editorial Coyoacán, donde prestó sus servicios como codirector de la Colección de Filosofía y Cultura Contemporánea, junto con Ana Galán y el también desaparecido historiador Julián Meza. Fue creador, con un grupo de amigos, del carnaval de su ciudad natal, al que bautizó Terror Do Corso, en el que participaba como músico del Grupo Los Bachis, formado por él.

## Creación del Terror Do Corso

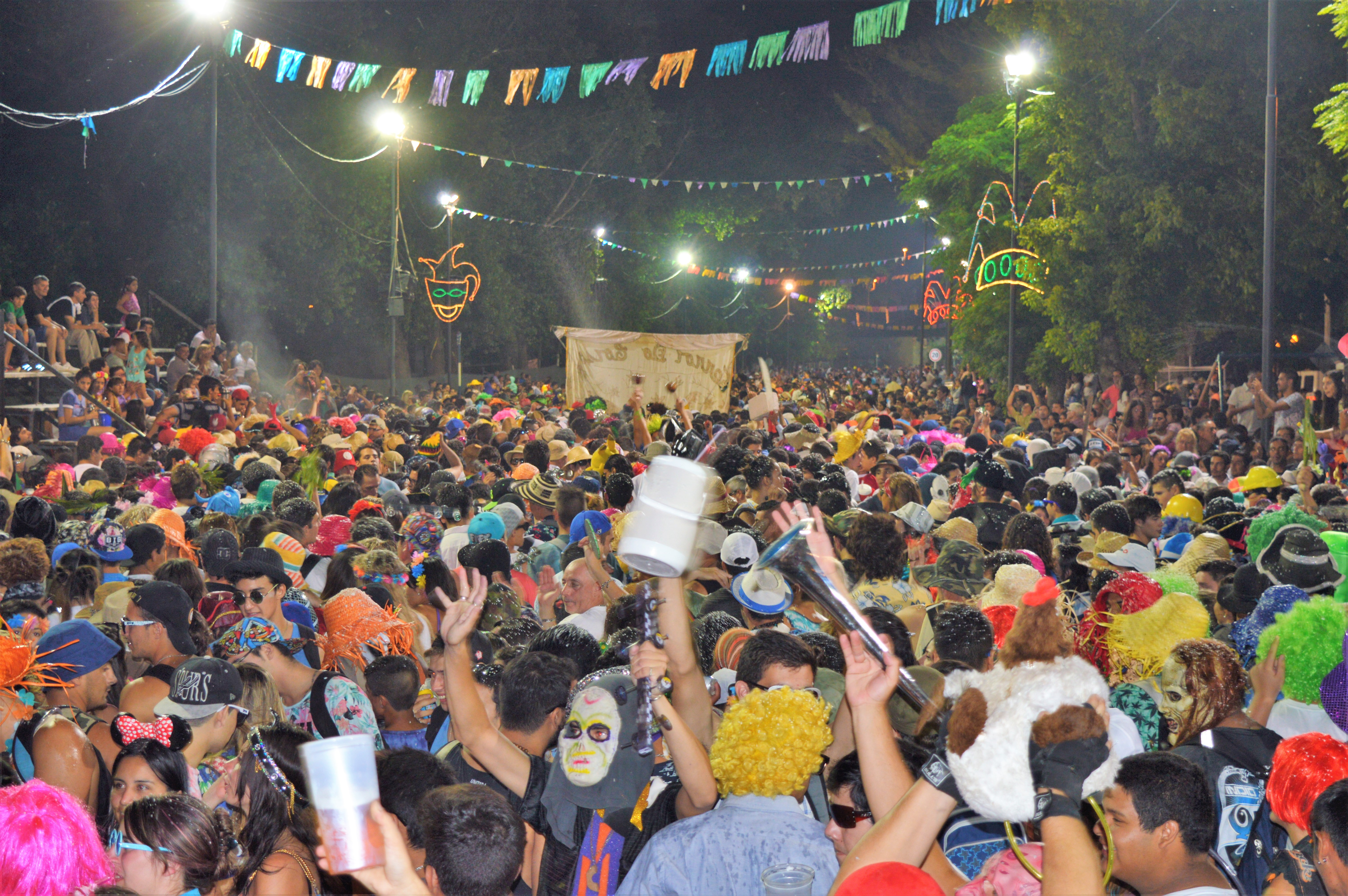
Sauret fue de los fundadores del carnaval, al que llamó Terror Do Corso, aquí en la calle de la alegría

Pocas personas han creado el carnaval de una ciudad. Fue el caso de Sauret y un grupo de amigos. Eduardo Cabrera lo entrevistó. Escribió:
En la entrevista dijo “… Fue todo tan espontáneo, tan repentino, tan sorpresivo, que a nosotros mismos nos tomó desprevenidos; porque no hubo pausa entre colgarnos los tambores, descolgar los cacharros de la batería (de cocina, por supuesto) y largarnos al ruedo, aprovechando el debut como primer ensayo.
“Terror Do Corso (TDC) no inspiraba lo que su nombre anunciaba. Seguro que dábamos risa, quizá provocábamos lástima ¡tan desvencijados!, cualquier cosa, menos infundir terror o reflexión.” (Hasta aquí la entrevista)
“Sin embargo, estaba seguro de que contagiaban simpatía, puesto que la gente los aceptó enseguida. Sauret, o mejor dicho, Cachicha, infería que esa simbiosis es la que explica el fenómeno. La esencia del carnaval victoriense es la piedra angular de TDC, o en palabras de Alberto: Terror do Corso desde su tímido estallido fundacional nunca ha sido un simple espectáculo contemplativo sino fusión con la gente, participación popular, trance colectivo.”
Sauret “… asegura que Terror es la expresión más genuina del espíritu del carnaval ya que se propone integrar a la gente y no excluirla. Siempre buscaron contagiar de alegría a la gente y animarla con el embrujo y el duende de la fiesta mayor.
“Actualmente, la premisa de los organizadores del carnaval es innovar manteniendo la tradición. También es cierto que darle color a la fiesta será responsabilidad de todos los victorienses, quienes no se conforman con estar sentados mirando ociosamente un espectáculo. Terror es, entonces, ese color y esa reminiscencia que hay que volver a saborear si se busca una retrospectiva favorable.
“En conclusión, cada lector colegirá lo que significa el carnaval. Pero ni los filisteos o los indiferentes podrán tratar a la fiesta desdeñosamente, pues está claro que es un momento donde gran parte de la ciudadanía se une para divertirse y olvidarse de los pesares. Y aunque siempre sea engañoso mirar el reflejo en las aguas del recuerdo, no se puede acusar de melancólico a alguien que sostenga que, en definitiva, lo que hace exitoso al carnaval es el espíritu de sus participantes, el ánimo con el que encaran la fiesta y las ganas de pasar un buen momento con el vecino o con quien sea que esté al lado.” 

## Obras del autor

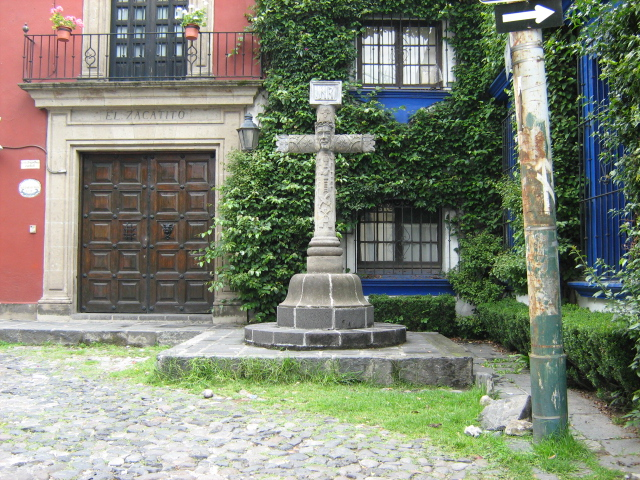
Buena parte de la vida de Sauret en México transcurrió en el barrio de San Ángel, en la Ciudad de México

### Algunos textos y reseñas en revistas
- 1998. Jean Baudrillard, El paroxista indiferente. (Conversaciones con Philippe Petit),  1998, Barcelona, Anagrama, 180 p.
- 2006 “Filosofía del Derecho” (1 de mayo) En Nexos
- 2009. (Póstumo) “Guilles Lipovetsky, El Imperio de lo Efímero”. En Miguel Blumenbach´s blog. Literature, Science, Ontology, Art

#### 1998-2006 RevistaEstudios filosofía/ historia/ letras
- “Deserción de cierto desierto”
- “Sergio Bagú, la idea de Dios en la sociedad de los hombres.”
- “Risieri Frondizi, Ensayos filosóficos”
- “Jean Baudrillard, De la seducción”
- “Paul Virilio, Estética de la desaparición”
- “Eduardo Subirats, La cultura como espectáculo”
- “Italo Calvino, Seis propuestas para el próximo milenio”
- “Edgar Morin, Pensar Europa”
- “Inminencia de la batifilosofía”
- “Hans-Georg Galander, La herencia de Europa”
- “Gilles Lipovetsky, El imperio de lo efímero”
- “G. Vattimo y otros, El torno a la posmodernidad”
- “Ingmar Bergman, Imágenes”
- “Jacques Attali, milenio”
- “Charles Juliet, Encuentros con Bram Van Velde”
- “Jean Allouch, 213 ocurrencias con Lacan”
- “Eduardo Milán, Resistir. Insistencias sobre el presente poético”
- “Mensajes desde una isla”
- “Buenos Aires, la capital de un imperio imaginario”
- “Stellia Callón, Los años del lobo (Operación Cóndor)”
- “Dios, las sectas y los insectos”
- “Umberto Eco, ET AL; El fin de los tiempos”
- “Daniel Thompson, El fin del tiempo”
- “Acerca de Pedro Salinas, poeta”
- “Jorge Luis Borges, Autobiografía (1899-1970)”
- “Miguel León-Portilla, Tonantzin Guadalupe. Pensamiento náhuatl y mensaje cristiano en el Nican mopohua”
- “Una acción de gracias”
- “Emilio Corbiere, El totalismo católico”
- “Edgar González Ruiz, Los Abascal. Conservadores a ultranza”
- “Alfonso Torres Robles, La prodigiosa aventura de los Legionarios de Cristo”
- “Rodolfo Vázquez, Del aborto a la clonación”
- “Carta abierta a Don Carlos de la Isla”

### Libros
- Permanencia del mito. (2002). México, Ed. Coyoacán 269 p.
- Textos atorrantes. (2008). México, Ed. Coyoacán 385 p.

## Obras consultadas
- Bravo, Luis Alberto (1 de enero de 2014) Hotel Bartleby. Una novela sobre el arte de escribir y leer. Colombia. Penguin Random House.

- Cabrera, Eduardo. “La historia de Terror do Corso” En El Victoriense.

- Paralelo 32. “Terror Do Corso como sinónimo de alegría e integración” Entre Ríos, Argentina.

- Pretelín Muñoz de Cote, Fausto (agosto de 2002) “Permanencia del mito” Este país. No 137

- Pretelín Muñoz de Cote, Fausto (8 de agosto de 2008) “Sauret y el otro ITAM” En El Universal

- Universidad de Concepción del Uruguay “CRR Biblioteca Historia”  Archivado el 1 de diciembre de 2017 en Wayback Machine.

- Vázquez, Rodolfo. (2008). “Alberto Sauret in memoriam”, texto leído en la Junta de Facultad de Facultad del ITAM.